# Castillo de la Source y parque floral
El castillo de la Source (en francés: Château de la Source, lit. 'castillo del Manantial') es un château francés situado en la ciudad de Orléans, departamento de Loiret en la región de Centro-Val de Loira. La finca cuenta con un parque floral (en francés: Parc Floral de la Source) con parque, manantial, arboreto y jardín botánico, con una extensión de 35 hectáreas. Está abierto todos los días del año, y se cobra una tarifa de entrada. El castillo  se encuentra entre el bosque y la barriada La Source, de ahí su nombre.
El castillo fue inscrito en el título de los monumentos históricos en 1947.
El edificio está situado en el interior del perímetro de Val de Loire inscrito como Patrimonio de la Humanidad de la UNESCO.
El parque está catalogado como «Jardin Remarquable» (jardín notable) en el 1963.

## Historia

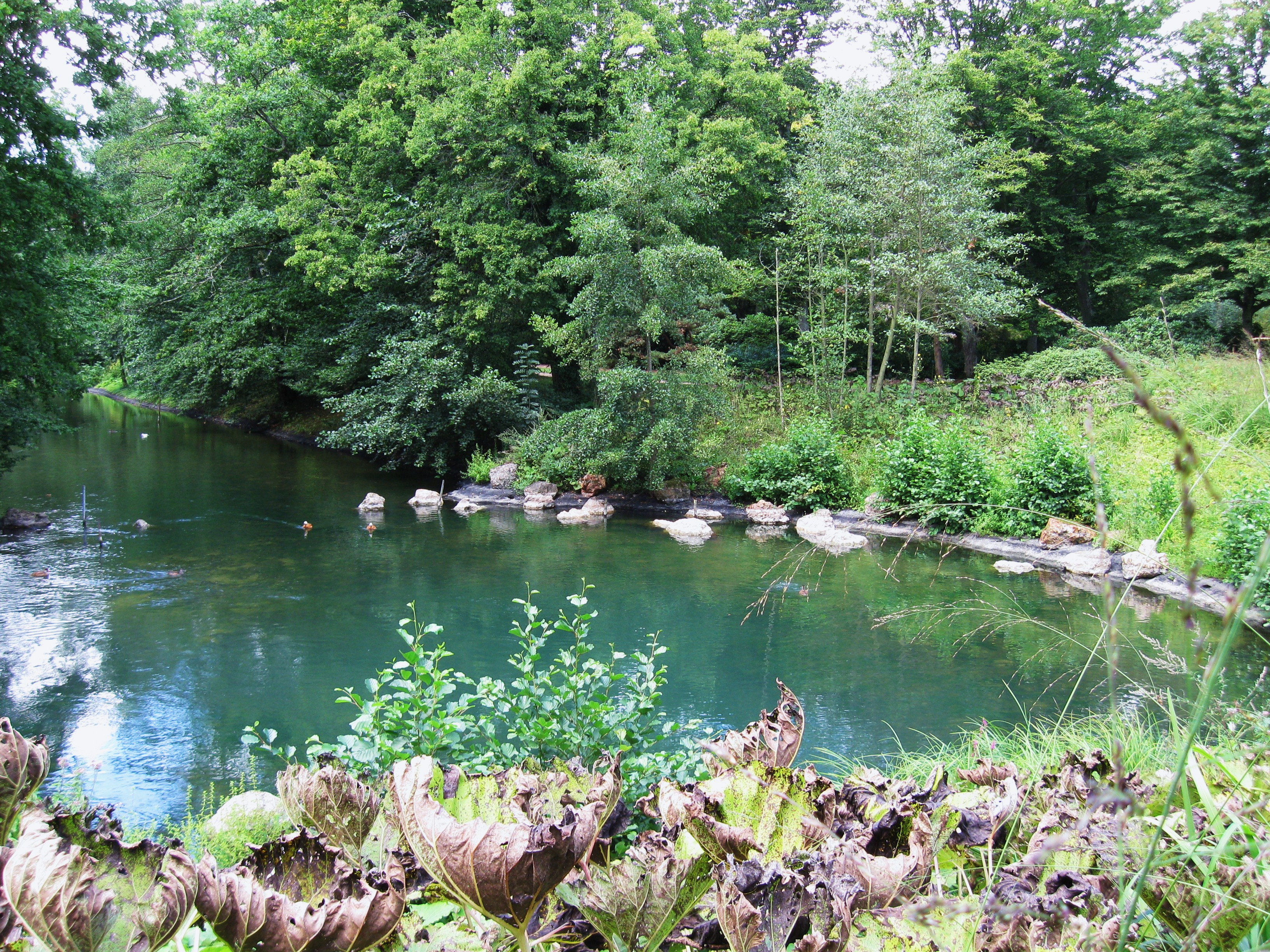
El manantial (La source) de Loiret.

El castillo fue construido alrededor de 1633 según los planos de Charles Turmel. Henry St John, primer vizconde de Bolingbroke, noble y rico inglés exiliado entre 1710 y 1723, alquiló la propiedad.
El escritor y filósofo francés Voltaire dio en el castillo la primera lectura de  La Henriade. Napoleón, pernoctó aquí.[cita requerida] Después de la batalla de Waterloo (1815, Bélgica), el Mariscal del Imperio Louis Nicolas Davout, y su estado mayor se establecieron en el Château de la Source. Coordinaron desde él el desmantelamiento del Ejército del Loira, un reliquat de la Grande Armée.
El terreno que ocupa el actual parque fue cedido en 510 a los monjes de la abadía de Saint-Mesmin de Micy" por Clovis I. A partir de 1427, perteneció sucesivamente a diferentes señores y familia nobles.
La primera gran obra en el jardín, ajardinado como jardín «à la française», se fecha a principios del siglo XVIII. En los años 1720, una nevera, una galería biblioteca, estatuas, bajorrelieves, se integran en una terraza con jardín.
En 1959, la ciudad y el departamento adquieren 410 hectáreas de terrenos; de los que 35 hectáreas están reservados para crear el parque, el resto permiten crear el barrio de "La Source" para reactivar la Universidad de Orleans.
El jardín fue creado en 1963 y se convierte en un parque relajante y un escaparate para la actividad hortícoladel departamento de Loiret.

## Organización del parque
El parque floral comprende dos grandes secciones : El plateau de Sologne y la plaine du Val de Loire.

### «Le plateau de Sologne»
La "meseta de Sologne" es un terreno de bosques semi-naturales de carpes y robles. Se conecta a la llanura por debajo de un cerro que corresponde a una antigua terraza fluvial del Loire. Incluye recintos de animales con especies como la alpaca y las ovejas Ouessant.

### «La plaine du Val de Loire»

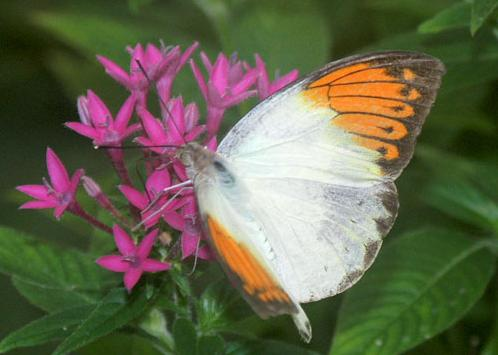
Una mariposa del invernadero de mariposas exóticas.

La "llanura del valle del Loira" tiene una vocación hortícola y floral. Alberga el jardín de iris, la rosaleda, el valle de las plantas perennes, el jardín de la Source, el invernadero de las mariposas, el huerto, el jardín de las dalias, y la source- manantial de Loiret. 

### Los jardines y equipamientos
El parque fue creado en 1963 por el arquitecto y urbanista francés Louis Arretche, con 109182 visitantes en 2010, constituye el lugar más visitado de Loiret.
Entre los diferentes jardines son de destacar:
- El jardín de la "Source", el manantial de Loiret que da nombre al departamento, único en Francia junto con el existente en Vaucluse, resurgimiento kárstico del Loira, la fuente del Loiret es la curiosidad principal de Parc Floral, a su alrededor con numerosos helechos y rhododendron.[4]
- La rosaleda de Miroir,
- El invernadero (abril a octubre): con un jardín tropical cuyas flores sirven de sustento para las mariposas exóticas de todo el mundo (Madagascar, Filipinas, Indonesia ...)
- Colección de Pelargonium,
- Colección de fuchsias,
- La dalieda con una colección de dalias.
- La rocalla.
- El huerto extraordinario, con una colección de plantas de uso en la cocina entre otras.
- El valle de las plantas perennes, una praderas con flores de temporada.
- El jardín de los iris alberga una colección de alrededor de 900 variedades, clasificada como «collection nationale végétale spécialisée» desde 1996.[9]

El Gran Aviario está situado en el eje principal del parque. Con una arquitectura innovadora, con sus dos mástiles inclinados detrás de una malla metálica, alberga loros y aves exóticas de diferentes continentes.
En el recinto están disponibles varios juegos para niños.

## Actividades

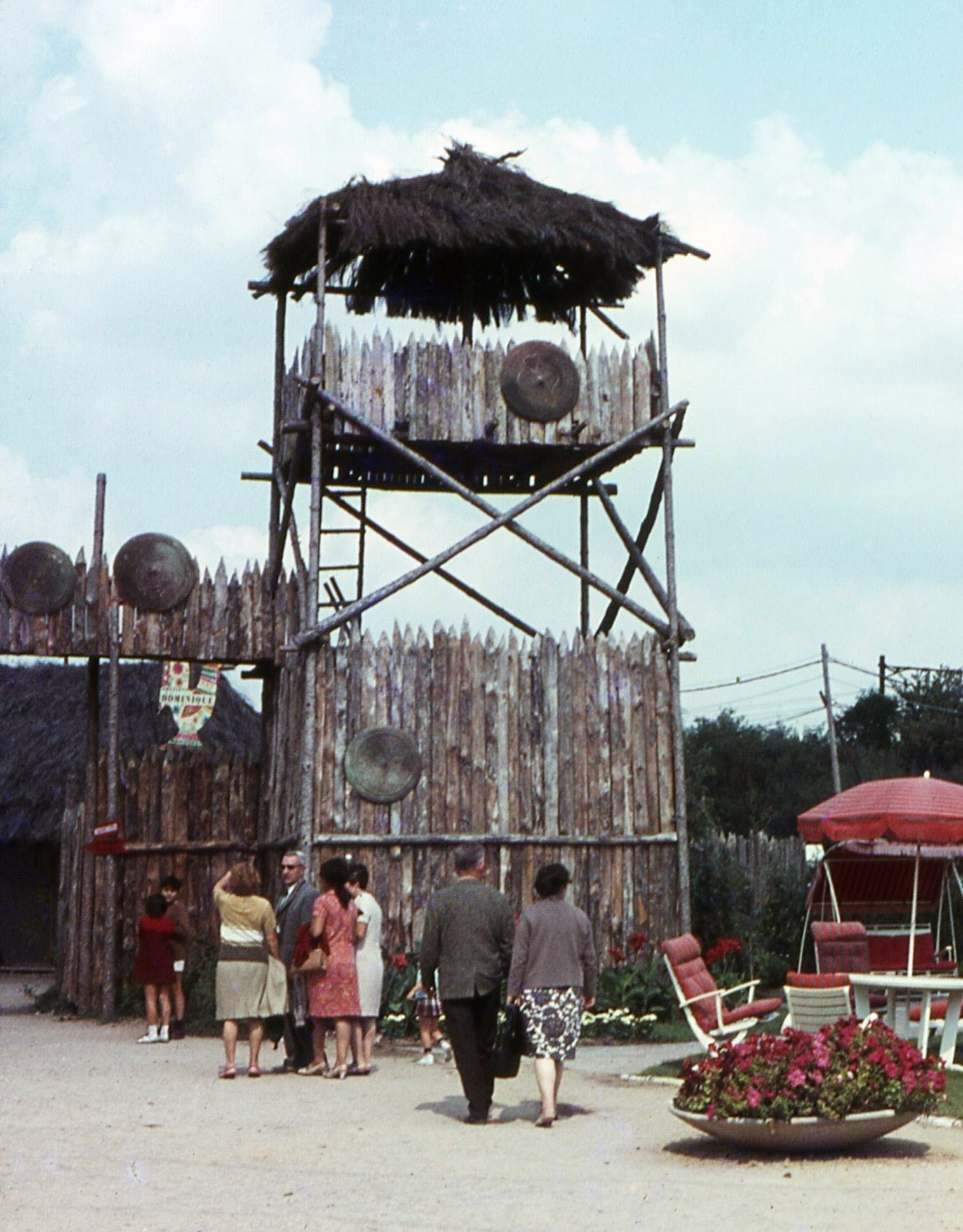
La entrada del poblado galo de las "Floralies internationales 1967"

De abril a octubre de 1967, las «Floralies internationales d'Orléans» Expo Floral Internacional de Orleans dio la bienvenida a 2,3 millones de visitantes. El presupuesto general fue más de mil millones CHF. De abril a octubre de 1967, Orleans se convierte en la capital mundial de la horticultura: con 330 expositores, 700 productores de 11 países, 13 exposiciones sucesivas, 13000 m² en invernaderos construidos especialmente dentro de las 35 hectáreas protegidas. Además de la horticultura, "Floralies" incluye atracciones como la reconstrucción de un pueblo galo y un antiguo templo que fue destruido más tarde.
Otras manifestaciones  en 1996, «voyage en chrysanthèmes» y «la ronde des fougères»; en 1998, «la fête de l'iris» ; en 1999, «»jardins du monde (30.º «salon du chrysanthème») y el «salon international du dahlia et des fruits d’automne»; en 2000, «200000 bulbes en fleur»; en 2001, «le parc de tous les enchantements» y el «le monde des nains-ventés» ; en 2003, «chrysanthèmes recup’art» ; en 2006, «festival des oiseaux exotiques» y «orchidées»; en 2007, «le festival de l'iris».

## Parque floral del castillo de la Source
Delante del "castillo" se extiende un jardín «à la française». Actualmente hay también un jardín «à la anglaise» rodeado de parque arbolado con senderos bordeados de boj y frutales jardín de iris y grandes árboles majestuosos (tilos, cedros, hayas, fresnos, robles, carpes) ... con el correspondiente sotobosque donde se puede observar narcisos, Primula elatior, Anemone ranunculoides, Scilla bifolia, ciclamenes o azafranes según las estaciones del año.